# Наш Син
Наш син — американська драма 2023 року режисера Білла Олівера за сценарієм Олівера та Пітера Ніковіца. У головних ролях: Біллі Портер, Люк Еванс, Робін Вайгерт, Ендрю Реннеллс, Айзек Коул Пауелл, Філісія Рашад та Френсіс Джу. Світова прем'єра відбулася на Фестиваль Трайбека 10 червня 2023 року та Vertical Entertainment — 8 грудня 2023 року.

## Сюжет
13-річні стосунки нью-йоркського видавця Нікі  та його партнера Габрієля розпадаються. Габріель вирішив розлучитися, він настільки не щасливий у шлюбі, що зраджує. Тепер між чоловіками починається запекла боротьба за опіку над їх восьмирічним сином Оуеном. Нікі є його біологічним батьком і хоче боротися за одноосібну опіку над Оуеном. Однак Габріель, колишній актор, не готовий повністю відмовлятися від своїх прав.
Протягом багатьох років їхні стосунки здавалися хорошими, а ролі були чітко розподілені. Габріель відмовився від кар'єри заради чоловіка та Оуена, а Нікі заробляв гроші.

## Виробництво
У червні 2022 року повідомлялося, що Біллі Портер і Люк Еванс приєдналися до акторського складу фільму, а Білл Олівер став режисером за сценарієм, який він написав разом з Пітером Ніковіц.
У серпні 2022 року Робін Вайгерт, Ендрю Реннеллс, Айзек Коул Пауелл, Філісія Рашад і Кейт Бертон приєдналися до акторського складу фільму.